# 孤胆车神：里约热内卢
《孤胆车神：里约热内卢》，是由Gameloft为Android、iOS和Java ME开发的开放世界动作冒险游戏。是Gameloft的第四个黑帮游戏，于2011年11月10日发布。《孤胆车神：里约热内卢》的早期版本是《孤胆车神：雄霸迈阿密》。随后在2013年发布《孤胆车神：维加斯》作为续集。目前已經在AppStore下架，而Play商店仍可繼續購買下載。
游戏以现代城市巴西里约热内卢为背景，故事围绕着「刺客」（Assassinos）帮派成员劳尔（Raul）。在他与他的女朋友安娜经历汽车炸弹袭击后，寻找事件真凶的故事。其游戏故事以及玩法类似于《侠盗猎车手系列》游戏。

## 故事
幫派「刺客」的高级成员勞爾·納西門托（Raul Nascimento）决定他已有足够的帮派势力。他想离开这个团伙，和他的女朋友安娜度过和平的生活。但当他从他的帮派退休后，一辆汽车炸弹伤害了劳尔，令他毁容，并杀死了安娜。他三个月后在一名名叫拉里萨（Larissa）的脱衣舞娘的房子里醒来，发现脸部变形，拉里萨告诉劳尔整形手术结果，随后告诉他，他在爆炸后打电话给她，因而救了他的生命。在知道安娜死后，劳尔更名为“安吉尔”。他现在充满了仇恨，并寻求杀害安娜的凶手。安吉尔由于面部变化而重新混进了刺客帮派，没有人以为他是勞爾，就让他重新加入帮派。
安吉尔重新加入帮派的原因是希望能够在找到汽车炸弹的相关信息。在安吉尔进行保卫毒品的任务之后，他发现刺客的领袖安德烈亚斯（Andreas）被驱赶。马塞洛（Marcelo）被选为新领导人。安吉尔后来发现一辆警察监视车，安娜实际上没有被杀，并且一直在他背后。安吉尔还发现是马塞洛安装并引爆了他的车上的炸弹，安娜在驱车时杀死了安德烈亚斯。安吉尔把监视录像带传给了刺客帮派的所有成员，然后在发表演讲的时候把它用作杀死马塞洛的证据。这次安吉尔被选为帮派领袖。安吉尔跟踪了安娜，他正在躲在机场的一个机库里，把拉里萨作为人质带走。他叫傅莫（Fumo）在机场见他，傅莫带着一个刺客幫派的坦克。他们中的两人用安娜隐藏的坦克来到飞机库。他们杀死了所有的守卫，并且释放了拉里萨。安吉尔声称，刺客帮派将“把这个死的城市带回去”。

## 游戏玩法
《孤胆车神：里约热内卢》的里约热内卢城市是缩减版，游戏中城市有七个地区。分别为：
- 海滩：里约热内卢最富裕和最南端的地区。海滩是一个主要是住宅区，包含许多地标。顾名思义，这个地区是基于南部与西南地区的里约热内卢城市的现实模样来制作的。在这个地区有2栋安全屋，一个在阁楼公寓，另一个在私人船上。在这个地区也有2家服装店，2家武器店，2家维修店和1家复印店，汽车经销商。此外，还有一个停尸房，墓地和塔糖山，各地区都有着随机的任务。位于海滩的白色别墅是帮派的总部，在此别墅很别墅后面的公园也较容易受到门徒的侵扰。

- 丛林：里约热内卢的公园区，丛林是一个旅游区，主要地标是克里斯托修道院，胸前有一个足球。这个地区是取景于现实生活的Tijuca森林公园，此地区没有安全屋，服装店，武器店，维修店，汽车经销商或随机任务。

- 贫民窟：该区域一个密集，贫困，杂乱的社区，是刺客帮派的主要居所。这个区域有一个安全的屋，其中一个位于贫民窟。这是所有安全屋里最小和最差的安全屋。区域内有一所的实验室。

- 住宅区：一个密集、贫困的社区，是联合组织的主要活动区域。次区域取景于现实生活的巴西 里约热内卢的西北地区的一部分。在这一领域没有安全处所，服装店，武器店，维修店，汽车经销商或随机任务。

- 工业区：辛迪加集团的总部位于此区域。取景于现实生活中的里约热内卢西北地区。

- 服务区：取景於里约热内卢的服务区Centro。

- 岛屿：该区域拥有战舰，军事基地和教堂。战舰上有一个随机的任务。